# بلو اپرون
بلو اپرون (انگلیسی: Blue Apron) شرکت صنایع غذایی آمریکایی است، که در سال ۲۰۱۲ تأسیس شد.